# Neomma
Pour les articles homonymes, voir Neoma.
Neomma, pour Nouveau (Neo) métro de Marseille, est un futur métro sur pneumatiques devant remplacer entre 2025 et 2027 les MPM 76 du métro de Marseille et permettre l'automatisation intégrale du réseau.

## Histoire
En octobre 2015, la métropole Aix-Marseille engage un projet d'automatisation du réseau nécessitant l'installation de portes palières et l'achat de 38 rames à quatre voitures et de 75 m de long au maximum pour une mise en service étalée entre 2021 et 2024, avec une période de cohabitation avec les MPM 76.
Début 2018, l'appel d'offres est lancé et inclus les équipements d'automatisme, le remplacement du poste de commande centralisé de La Rose par une nouvelle installation à Gare Saint-Charles et l'adaptation des dépôts existants.
En novembre 2019, la métropole Aix-Marseille-Provence choisit Alstom pour construire les 38 rames devant remplacer les MPM 76 arrivant en fin de vie et accompagner l'automatisation du métro marseillais. Le design intérieur et extérieur est soumis au vote des habitants.
En janvier 2021, le design retenu est présenté au public.
La première rame sera livrée début 2023 pour un début de la phase d'essais en juillet 2023. La mise en service débutera fin 2025 sur la ligne 2 et ancien et nouveau matériel cohabiteront jusqu'en 2027 : les Neomma seront conduites en mode semi-automatique avec conducteur jusqu'à fin 2026 sur la ligne 2 et 2027 pour la ligne 1, le passage en conduite entièrement automatique dépendra de l'installation des portes palières sur les quais,.
Le renouvellement du matériel coûtera 580 millions d'euros financés par la Métropole et l'État dans le cadre du programme « Marseille en grand »,.
Les essais ont débuté au printemps 2023 chez Alstom et vont durer jusqu'à la fin de cette même année. La première rame est livrée au dépôt de La Rose le 28 juillet 2023.

## Caractéristiques

### Généralités
Extérieurement, les Neomma arboreront une livrée à dominante blanche, des vitres cerclées de noir et un double liseré bleu autour tandis que la face avant est à dominante noir et des éclairages bleus complètent les phares. Le design, choisi à la suite d'un vote, est l'œuvre du designer marseillais Ora-ïto tandis que la disposition à trois portes de chaque côté des voitures est conservée.
Les rames seront constituées de quatre voitures et longues de 65 m avec intercirculation entre les voitures et pourront transporter 506 passagers. Le pilotage sera assuré par le système CBTC Urbalis 400 d'Alstom, l'assemblage des rames est effectué à Alstom Petite-Forêt, ancien site de la Société franco-belge, contrairement aux MPM 76 qui ont été assemblés à Marly-lez-Valenciennes sur le site CIMT de la Rhonelle .

### Espaces voyageurs
Chaque rame disposera de la climatisation, du Wi-Fi, de la 5G et d'une ambiance sonore qui variera selon le moment de la journée et seront entièrement accessibles aux personnes à mobilité réduite,,. Le sol est habillé d'une imitation parquet, avec des sièges mêlant blanc et crème tranchant avec les barres de maintien bleu foncé.